# Lijst van diskjockeys op NPO Blend
Dit is een lijst met de huidige en voormalige diskjockeys van het Nederlandse publieke radiostation NPO Blend.
Legenda
-  = Actieve diskjockeys zijn voorzien van een gekleurd blokje.
- Jaartallen betreffen alleen dj-werk (geen werk als sidekick of productie).

## A
|  | Naam              | Periode(s) | Omroep   | Opmerkingen |
|  | ----------------- | ---------- | -------- | ----------- |
|  | Redouan Ait Ouarg | 2024–      | AVROTROS |             |
|  | Nora Akachar      | 2024–      | NTR      |             |

## G
|  | Naam              | Periode(s) | Omroep  | Opmerkingen |
|  | ----------------- | ---------- | ------- | ----------- |
|  | Reinout van Gendt | 2024–      | BNNVARA | Als Q-bah   |

## H
|  | Naam            | Periode(s) | Omroep   | Opmerkingen |
|  | --------------- | ---------- | -------- | ----------- |
|  | Benji Heerschop | 2024–      | KRO-NCRV |             |
|  | Niels Hoogland  | 2024–      | PowNed   |             |

## K
|  | Naam           | Periode(s) | Omroep   | Opmerkingen |
|  | -------------- | ---------- | -------- | ----------- |
|  | Elif Kan       | 2024–      | KRO-NCRV |             |
|  | Howard Komproe | 2024–      | NTR      |             |
|  | Shay Kreuger   | 2024–      | BNNVARA  |             |

## M
|  | Naam                | Periode(s) | Omroep | Opmerkingen |
|  | ------------------- | ---------- | ------ | ----------- |
|  | Claire-Marie Martis | 2024–      | NTR    |             |
|  | Murth Mossel        | 2024–      | NTR    |             |
|  | One'sy Muller       | 2024–      | NTR    |             |

## O
|  | Naam              | Periode(s) | Omroep | Opmerkingen |
|  | ----------------- | ---------- | ------ | ----------- |
|  | Elvis de Oliveira | 2024–      | PowNed | Als E-Life  |

## P
|  | Naam           | Periode(s) | Omroep   | Opmerkingen |
|  | -------------- | ---------- | -------- | ----------- |
|  | Serginio Piqué | 2024–      | AVROTROS |             |

## R
|  | Naam             | Periode(s) | Omroep | Opmerkingen |
|  | ---------------- | ---------- | ------ | ----------- |
|  | Jaimy de Ruijter | 2025–      | PowNed | [ 1 ]       |

## S
|  | Naam             | Periode(s) | Omroep  | Opmerkingen |
|  | ---------------- | ---------- | ------- | ----------- |
|  | Jasmine Sendar   | 2024–      | BNNVARA |             |
|  | Aashna Sewpersad | 2024–      | NTR     |             |